# Walter Gläsner
Walter Gläsner (* 26. Februar 1923 in Merzig; † 28. Oktober 2008 in Düsseldorf) war ein deutscher Gewerkschafter und Politiker (SPD).

## Leben
Gläsner besuchte die Volksschule und bildete sich mit einem Internatslehrgang am Fernlehrinstitut „Die Briefschule“ fort. Er absolvierte eine Lehre und war als anschließend als Facharbeiter in der keramischen Industrie tätig. Von 1941 bis 1945 nahm er als Soldat am Zweiten Weltkrieg teil. Nach dem Kriegsende betätigte er sich in der IG Chemie-Papier-Keramik, von 1947 bis 1953 als Betriebsratsvorsitzender und danach als Geschäftsführer der gewerkschaftlichen Niederlassung in Neuwied. In den 1970er Jahren war er Bezirksleiter der IG Chemie-Papier-Keramik Nordrhein.
Gläsner trat 1950 in die SPD ein. Er war ab 1955 Vorsitzender des SPD-Ortsvereins Höhr-Grenzhausen, ab 1958 Vorsitzender des SPD-Kreisverbandes Unterwesterwald und des Weiteren Mitglied des Bezirksausschusses Rheinland/Hessen-Nassau. Ab 1953 war er Mitglied des Stadtrates in Höhr-Grenzhausen und ab 1960 Mitglied im Kreistag und Kreisausschuss des Unterwesterwaldkreises.
Vom 5. Januar 1963, als er für den ausgeschiedenen Abgeordneten Manfred Schumacher nachrückte, bis zum Ablauf der vierten Legislaturperiode im Frühjahr 1963 war Gläsner für kurze Zeit Mitglied des Rheinland-Pfälzischen Landtages.